# Goranboy
Goranboy – miasto w środkowym Azerbejdżanie, stolica rejonu Goranboy. W 2022 roku populacja wyniosła 7,6 tys. mieszkańców.